# Mini Ninjas
Mini Ninjas – komputerowa gra akcji stworzona przez IO Interactive i wydana na platformy Wii, PlayStation 3, Xbox 360, Nintendo DS i Windows. Dystrybucją zajęła się Square-Enix wraz z Steam. 8 września 2009 gra trafiła do sprzedaży. 27 czerwca 2012 wydano spin-off gry, Mini Ninjas Adventures, przeznaczony na konsolę Xbox 360 z kontrolerem Kinect.

## Produkcja
Prace nad Mini Ninjas po raz pierwszy zostały ogłoszone 19 stycznia 2009, kiedy ukazał się zwiastun z gry.